# Provelosaurus
Provelosaurus es un género extinto de reptil pareiasáurido, que vivió durante el Pérmico Superior, cuyos restos se encontraron en la ruta entre Bagé y Aceguá en el estado de Rio Grande do Sul (geoparque de Paleorrota), en Brasil. Situado en la Formación Rio do Rastro, con aproximadamente 250 a 260 millones años. El espécimen encontrado mide unos 2,5 metros de longitud.